# Cryptanura liopleuris
Cryptanura liopleuris là một loài tò vò trong họ Ichneumonidae.